# Halichoeres binotopsis
 Halichoeres binotopsis és una espècie de peix de la família dels làbrids i de l'ordre dels perciformes.

## Morfologia
Els mascles poden assolir els 8,9 cm de longitud total.

## Distribució geogràfica
Es troba des de Singapur fins a l'oest de Nova Guinea (Indonèsia) i Papua Nova Guinea.